# 396 a. C.
El año 396 a. C. fue un año del calendario romano prejuliano. En el Imperio romano se conocía como el Año del Tribunado de Saco, Capitolino, Esquilino, Augurino, Capitolino y Prisco (o menos frecuentemente, año 358 Ab urbe condita). 

## Acontecimientos
- El ejército romano estipula el pago para los soldados por los servicios prestados.
- Las repúblicas etruscas del centro y el norte de Italia decaen mientras Roma asciende como potencia. Los etruscos estaban organizados en una federación de ciudades Estado gobernadas, cada una, por una aristocracia guerrera.[1]

## Nacimientos
- Jenócrates, filósofo griego (m. 314 a. C.)
- Licurgo, orador ático (m. 323 a. C.)

## Fallecimientos
- Tucídides, historiador ateniense.